# Rare Flight
Rare Flight è il terzo album di raccolta del gruppo musicale statunitense Iron Butterfly, pubblicato nel 1988. 

## Il disco
È il secondo album/raccolta a contenere per intero le canzoni degli album Heavy e Ball dopo la raccolta Star Collection del 1973.
L'album è uscito su etichetta Pair/Atlantic, per celebrare il 40° anniversario dell'etichetta Atlantic Records.

## Tracce
1. Possession
2. Unconscious Power
3. Get Out of My Life, Woman
4. Gentle As It May Seem
5. You Can't Win
6. So-Lo
7. Look For The Sun
8. Fields Of Sun
9. Stamped Ideas
10. Iron Butterfly Theme
11. In The Time Of Our Lives
12. Soul Experience
13. Lonely Boy
14. Real Fright
15. In The Crowds
16. It Must Be Love
17. Her Favorite Style
18. Filled With Fear
19. Belda Beast